# Элен (группа)
Спутник Восток (в 1989—1991 годах группа называлась Элен) — российская рок-группа, созданная в Ростове-на-Дону в 1987 году. Одна из наиболее значимых рок-групп донского рока 80-х годов.

## История группы
«Элен» был создан музыкантами ростовской группы «Лох-Несс», в которую входили Александр Макушин (бас), О. Межеровский (гитара, вокал), после возвращения из армии О. Межеровского.
Вернувшись, Межеровский привел с собой в группу Романа Калиткина. Макушин, окончивший университет и ушедший работать на телевидении, к этому времени от участия в группе отошел.
В конце 80-х и 90-х годах Элен/Спутник Восток принимает участие во всех проходящих в Ростове-на-Дону рок-фестивалях, выступает «на разогреве» у впервые приехавших в Россию «Nazareth» и «Uriah Heep» на их ростовских концертах.
В 90-м году группа решает записать из накопившегося материала альбом с живыми ударными. Для его записи приглашается знакомый по ростовскому рок-клубу Олег Гуменов («День и вечер»). Альбом, названный «Зима», пишется в студии в ДК Химик. Саунд-продюсером альбома стал Алексей Неженцев («День и вечер»).
В 91 год «Элен» записывает, с помощью Макушина, на студии телерадиокомпании «Дон ТР» альбом «Желтый город». Звукорежиссерами записи были Алексей Неженцев и Владимир Губатов. Оба альбома писались с аналоговым звуком на бобинные магнитофоны и вручную склеиваемую пленку.
Всё это время группа выступает на рок-фестивалях проводимых рок-клубом в ДК Строителей, ДК Красный Аксай, Дворце Спорта, Доме Офицеров вместе с малоизвестными тогда Агата Кристи, Чайф и другими. Из-за проблем с аппаратурой, для концертов достаются самодельные, внушительного вида колонки и комбики.
В том же 1991 году, по приглашению «Матросской Тишины», «Элен» приезжает в Москву для выступления, совместно с «Матросской Тишиной» и московской группой «Шпинглет» и неожиданно оседает там на полгода. Гастролирует в этот период в Пскове и Санкт-Петербурге, где из-за отсутствия рекламы концерты не имеют успеха.
В это время происходят изменения в составе: Олег Гуменов по семейным обстоятельствам покидает группу и отъезжает в Ростов, а незадолго до этого вливается в группу и начинает играть на клавишах Виктор Сорокин. Межеровский в Москве изучает английский язык и экспериментируя с фразами из самоучителя создаются первые англоязычные песни. А группа с переходом на англоязычное творчество меняет название и превращается в «Спутник Восток».
В 1996 году «Спутник Восток» выпускает альбом «Я с тобой», в котором возвращается к родной речи. Этот альбом был последним в дискографии группы. В этом же году Кирилл Серебренников снимает видеоклип группы «Спутник».
В 1999 году группа прекращает своё существование.
В 2019 году группа снова возвращается, записав альбом «Сквозь тело» и выступая с концертами.

## Состав
- Олег Межеровский — вокал, гитара
- Роман Калиткин — гитара
- Сергей Черевков — бас
- Олег Гуменов — ударные
- Виктор Сорокин — клавиши

## Дискография
- 1989 — «Старая романтика» (Элен)
- 1990 — «Зима» (Элен)
- 1991 — «Желтый город» (Элен)
- 1992 — «All for the best» (Sputnik Vostok)
- 1993 — «With a speed of light» (Sputnik Vostok)
- 1996 — «Я с тобой» (Спутник Восток)
- 2019 — «Сквозь тело» (Элен)